# بروتين شبكة إندوبلازمية مقيم
بروتين الشبكة الإندوبلازمية المقيم (بالإنجليزية: Endoplasmic reticulum resident protein)‏ هو البروتين الذي تحتفظ به الشبكة الإندوبلازمية بعد تطويه إلى بنيته الوظيفية. يعتمد إبقاء البروتينات في الشبكة الإندوبلازمية على تسلسل محدد من الأحماض الأمينية يتواجد في النهاية الأمينية أو الكربوكسيلية. تعرف هذه التسلسلات بالببتيدات الإشعارية أو العلامات المميزة الجزيئية أو إشارات الفرز.
إشارة الإبقاء الكلاسيكية للبروتينات في الشبكة الإندوبلازمية هي التسلسل KDEL بالنهاية الكربوكسيلية للبروتينات الخاصة باللمعة وKKXX (يتواجد تسلسل الإشارة في السيتوبلازم) بالنسبة للبروتينات عبر الغشائية الخاصة بغشاء الشبكة الإندوبلازمية. تسمح هذه الإشارات باستعادة البروتينات بكفاءة من جهاز غولجي بواسطة مستقبلات الإبقاء الخاصة بالشبكة الإندوبلازمية. تُدرس آليات أخرى لإبقاء البروتينات بالشكبة الإندوبلازمية لكن خصائصها غير معروفة جيدا مثل إشعار الإبقاء.

## مستقبلات إبقاء بروتينة خاصة بالشكبة الإندوبلازمية
- KDELR1
- KDELR2
- KDELR3